# Vera Renczi
Vera Renczi (n. 1903, București, România – d. 1960, Becicherecu Mare, RP Serbia, RSF Iugoslavia) a fost o criminală în serie de naționalitate română, care a otrăvit 35 de oameni în perioada anilor '20-'30, inclusiv pe soții și fiul ei.

## Anii tinereții
Prima parte a vieții celei care ocupă primul loc în topul celor mai mari criminali români reprezintă și azi un mister pentru criminaliști. În fond, nici măcar numele adevărat nu îi este cunoscut, atâta vreme cât în analele criminologiei ea a rămas cunoscută ca Vera Renczi , numele de familie aparținând celui de-al doilea său soț. Unele surse îi indică drept an al nașterii anul 1903 dar, cel mai probabil, Vera s-a născut la sfârșitul secolului al XIX-lea, în București, în urma legăturii dintre un om de afaceri ungur și o frumoasă tânără din România. Copilăria și-o petrece la București, acolo unde rămâne până la vârsta de 13 ani. Odată cu pierderea mamei, Vera este mutată de tatăl său la Becicherecu Mare (actual Zrenjanin), oraș în care acesta deținea o mică moșie. Adolescența Verei este marcată de numeroase aventuri amoroase, ea ajungând de mai multe ori pe prima pagină a ziarelor locale din cauza scandalurilor în care implică de la elevi de liceu până la bancheri și oameni de afaceri. Nimeni nu se aștepta că tânăra să își mai uite moravurile, însă miracolul se produce atunci când Vera îl cunoaște pe Karl Schick, un celebru și influent bancher austriac, cu care se va și căsători.

## Căsătoriile și crimele
Vera se va căsători pentru prima dată cu un bancher austriac, Karl Schick.
În ciuda previziunilor, tânăra nu își continuă escapadele, ci devine o soție atentă și plăcută, mai ales după nașterea fiului lor, Lorenzo. La mai puțin de un an, Karl dispare misterios pentru a nu mai reveni niciodată. Vera explică apropiaților că soțul său a părăsit-o și că a decedat ulterior într-un accident de mașină în România. După dispariția lui Karl Schick, Vera începe să poarte doliu, deși nimeni nu dovedise moartea soțului ei, situație care durează aproape un an.
Tânăra Vera revine în societate acolo unde cunoaște un alt barbat, foarte bogat, din Iugoslavia - Joseph Renczi. Se cunoștea faptul că Joseph era foarte bogat și frumos, un adevărat cuceritor. Nimeni nu a fost surprins că cei doi s-au hotărât să se casătorească. Vera avea să declare și autorităților faptul că fostul soț a murit într-un accident de mașină după ce a părăsit-o. Autoritățile au crezut povestea Verei din pricina că aceasta era o femeie respectabilă. Prin urmare se întocmesc actele de deces ale lui Karl Schick. Acum aceasta era liberă să se căsătorească cu Joseph. Liniștea cuplului nu a durat mult. Joseph începuse să-și înșele soția. Chiar dacă l-a amenințat, el nu a luat-o în serios. Și totuși deodată, Joseph se vede țintuit la pat fiind bolnav. Vera se îngrijește de starea soțului, fără ca cineva să bănuiască care este cauza bolii lui Joseph. 
La scurt timp însă, acesta avea să dispară ca și primul soț. Surprinzător este faptul că autoritățile nu bănuiesc nimic necurat legat de castelana de Berkerekul. Vera începe din nou să țină doliu, dar caută reintegrarea în viața mondenă mai repede de data aceasta.

## Crimele de la Becicherec
Pentru Vera Renczi începea o nouă perioadă în care escapadele amoroase aveau loc cu regularitate. Petrecerile deocheate de la Viena continuă seară de seară și, nu odată, se transformă în orgii care o au în centrul lor pe Vera Renczi. Veșnic îmbrăcată în negru, frumoasa castelană atrăgea pe domeniul de la Becicherecu Mare numeroși amanți. În mai puțin de 10 ani, a adus la conacul său peste 30 de amanți, niciunul dintre aceștia nemaiîntorcându-se vreodată. Amanții erau străini care veneau ocazional la Viena și despre care autoritățile nu aveau informații.

## Amantul Milorad
Vera Reczi își alegea victime cu minuțiozitate, dar ajungând la rutină, începuse să nu mai țină cont atât de mult de detalii. Așadar, Vera a făcut greșeala de a se îndrăgosti de un bancher sârb pe nume Milorad, un om influent în viața socială. Fiindcă lipsea foarte mult de acasă, soția acestuia consultă autoritățile sârbești.
La insistențele soției, autoritățile locale descind la reședința Verei Renczi. Vera recunoaște relația cu Milorad și dă chiar și o declarație. Motivează că s-a despărțit de Milorad din pricina faptului că era căsătorit și este posibil ca acesta să se fi sinucis.
Nemulțumită de căutările autorităților, soția lui Milorad pornește singură o anchetă. Descoperă în hainele lui Milorad un bilet de dragoste de la Vera. În plus, află despre dispariția soților Verei și a fiului Lorenzo. Autoritățile descind din nou la conacul Verei, care încă negă că ar fi avut vreo relație cu Milorad, dar este confruntată cu propria declarație și cu biletul. 
Jandarmii au controlat casa și mai apoi cripta familiei. Nu mică le-a fost groaza oamenilor legii atunci când au descoperit în subsolul conacului 35 de sicrie de zinc așezate în cerc. În ele se aflau absolut toți cei care trecuseră prin patul Verei. Mai mult, într-unul dintre sicrie se găsea chiar Lorenzo, fiul în vârstă de numai zece ani pe care aceasta fusese nevoită să îl ucidă pentru că îi aflase teribilul secret. Toate victimele fuseseră otrăvite cu arsenic.

## Declarații și pedeapsa
Pe primul soț, Karl Schick, Vera Renczi l-ar fi ucis cu o doză de arsenic pe care i-ar fi turnat-o din plin în cupa de vin pe care obișnuia să o bea în fiecare seară.
Pe cel de al doilea soț, Joseph Renczi, l-a omorât la fel doar că îi administra acestuia doze mici de arsenic în cină si în cupele de vin pe care ea singură le aducea la pat. Mai mult, ea l-a inchis pe Joseph în sicriu de viu, înainte ca acesta să-și dea ultima suflare.
Explicația Verei Renczi a fost cât se poate de naivă. Întotdeauna voia să fie ultima femeie din viața bărbaților pe care i-a omorât.
Au urmat tot felul de străini, cu felurite meserii, care au luat drumul conacului și nu s-au mai întors niciodată. Ultimului - Milorad - i-a administrat în plus și o doză de stricnină pentru a obține efect imediat.
Condamnată inițial la moarte, Vera a beneficiat atunci de clemența legii din Iugoslavia care nu permitea execuția femeilor și a fost transferată pe viață într-o închisoare de maximă securitate. La scurt timp, criminala în serie moare în urma unei hemoragii cerebrale.
Din punctul de vedere al tipului de criminal în serie, Vera Renczi se aseamănă cu Belle Sorenson Gunness.